# Gabriel Iancu
Gabriel Iancu (Bucarest, 15 aprile 1994) è un calciatore rumeno, centrocampista del Farul Costanza.

## Palmarès

### Club
- Supercoppa di Romania: 2

Steaua Bucarest: 2013
Viitorul Costanza: 2019
- Coppa di lega rumena: 1

Steaua Bucarest: 2014-2015
- Campionato rumeno: 3

Steaua Bucarest: 2013-2014, 2014-2015
Viitorul Costanza: 2016-2017
- Coppa di Romania: 1

Steaua Bucarest: 2014-2015

### Individuale
- Capocannoniere della Liga I: 1

2019-20 (18 gol)